# Kolwizkoje
Der Kolwizkoje (russisch Колвицкое озеро) ist ein See im äußersten Südwesten der Halbinsel Kola in der russischen Oblast Murmansk.
Der See hat eine Fläche von 121 km² und liegt auf einer Höhe von 61 m. Die maximale Wassertiefe beträgt 20 m, die durchschnittliche liegt bei 12 m. Der Wasserspiegel schwankt im Jahreslauf um 180 cm. Von Ende Oktober bis Ende Mai ist der Kowizkoje mit Eis bedeckt.
Größter Zufluss des Kolwizkoje ist die Bolschaja (Большая). Die Kolwiza entwässert den See in westlicher Richtung zur nahe gelegenen Kandalakscha-Bucht.